# Whiteside megye
Whiteside megye az Amerikai Egyesült Államokban, azon belül Illinois államban található. Megyeszékhelye Morrison, legnagyobb városa Sterling. Lakosainak száma 55 691 fő (2020. április 1.). Whiteside megye Carroll, Ogle, Lee, Bureau, Henry, Rock Island és Clinton megyékkel határos.

## Népesség
A megye népességének változása:
| Lakosok száma | 58 472 | 58 220 | 57 832 | 57 557 | 57 079 | 55 691 |
|               | 2010   | 2011   | 2012   | 2013   | 2015   | 2020   |